# Amphoe Manang
Amphoe Manang (thailändisch อำเภอ มะนัง) ist ein Landkreis (Amphoe – Verwaltungs-Distrikt) in der  Provinz Satun. Die Provinz Satun liegt im Westen der Südregion von Thailand an der Westküste der Malaiischen Halbinsel.

## Geographie
Benachbarte Landkreise und Gebiete sind (von Norden im Uhrzeigersinn): Amphoe Palian der Provinz Trang sowie Amphoe Khuan Kalong, Amphoe La-ngu und Amphoe Thung Wa in der Provinz Satun.

## Geschichte
Manang wurde am 15. Juli 1996 zunächst als Kleinbezirk (King Amphoe) eingerichtet, indem zwei Tambon vom Amphoe Khuan Kalong abgetrennt wurden.
Am 15. Mai 2007 hatte die thailändische Regierung beschlossen, alle 81 King Amphoe in den einfachen Amphoe-Status zu erheben, um die Verwaltung zu vereinheitlichen. 
Mit der Veröffentlichung in der Royal Gazette „Issue 124 chapter 46“ vom 24. August 2007 trat dieser Beschluss offiziell in Kraft.

## Verwaltung

### Provinzverwaltung
Amphoe Manang ist in zwei Unterbezirke (Tambon) eingeteilt, welche weiter in 18 Dorfgemeinschaften (Muban) unterteilt sind. 
| Nr. | Name             | Thai     | Muban | Einw. |
| --- | ---------------- | -------- | ----- | ----- |
| 1.  | Palm Phatthana   | ปาล์มพัฒนา | 9     | 9.646 |
| 2.  | Nikhom Phatthana | นิคมพัฒนา  | 9     | 7.312 |

### Lokalverwaltung
Jeder der beiden Tambon in Manang wird von einer „Tambon-Verwaltungsorganisationen“ (TAO, องค์การบริหารส่วนตำบล) verwaltet.